# La Chapelle-Vendômoise
La Chapelle-Vendômoise és un municipi francès, situat al departament del Loir i Cher i a la regió de Centre – Vall del Loira. L'any 2007 tenia 747 habitants.

## Demografia

### Població
El 2007 la població de fet de La Chapelle-Vendômoise era de 747 persones. Hi havia 288 famílies, de les quals 56 eren unipersonals (36 homes vivint sols i 20 dones vivint soles), 100 parelles sense fills, 116 parelles amb fills i 16 famílies monoparentals amb fills.
La població ha evolucionat segons el següent gràfic:
Habitants censats

### Habitatges
El 2007 hi havia 323 habitatges, 296 eren l'habitatge principal de la família, 9 eren segones residències i 18 estaven desocupats. 317 eren cases i 6 eren apartaments. Dels 296 habitatges principals, 243 estaven ocupats pels seus propietaris, 49 estaven llogats i ocupats pels llogaters i 4 estaven cedits a títol gratuït; 4 tenien una cambra, 13 en tenien dues, 36 en tenien tres, 97 en tenien quatre i 146 en tenien cinc o més. 261 habitatges disposaven pel capbaix d'una plaça de pàrquing. A 97 habitatges hi havia un automòbil i a 189 n'hi havia dos o més.

### Piràmide de població
La piràmide de població per edats i sexe el 2009 era:
| Homes | Edats   | Dones |
| ----- | ------- | ----- |
| 4     | 95 o +  | 0     |
| 4     | 90 a 94 | 0     |
| 0     | 85 a 89 | 12    |
| 0     | 80 a 84 | 4     |
| 8     | 75 a 79 | 16    |
| 8     | 70 a 74 | 12    |
| 4     | 65 a 69 | 8     |
| 16    | 60 a 64 | 8     |
| 36    | 55 a 59 | 20    |
| 40    | 50 a 54 | 56    |
| 20    | 45 a 49 | 20    |
| 12    | 40 a 44 | 12    |
| 36    | 35 a 39 | 28    |
| 24    | 30 a 34 | 32    |
| 32    | 25 a 29 | 24    |
| 20    | 20 a 24 | 12    |
| 36    | 15 a 19 | 24    |
| 12    | 10 a 14 | 28    |
| 40    | 5 a 9   | 32    |
| 16    | 0 a 4   | 28    |

## Economia
El 2007 la població en edat de treballar era de 490 persones, 365 eren actives i 125 eren inactives. De les 365 persones actives 352 estaven ocupades (189 homes i 163 dones) i 13 estaven aturades (4 homes i 9 dones). De les 125 persones inactives 74 estaven jubilades, 31 estaven estudiant i 20 estaven classificades com a «altres inactius».

### Ingressos
El 2009 a La Chapelle-Vendômoise hi havia 298 unitats fiscals que integraven 761,5 persones, la mediana anual d'ingressos fiscals per persona era de 20.768 €.

### Activitats econòmiques
Dels 30 establiments que hi havia el 2007, 3 eren d'empreses alimentàries, 1 d'una empresa de fabricació d'altres productes industrials, 3 d'empreses de construcció, 4 d'empreses de comerç i reparació d'automòbils, 1 d'una empresa de transport, 3 d'empreses d'hostatgeria i restauració, 2 d'empreses d'informació i comunicació, 3 d'empreses financeres, 3 d'empreses de serveis, 5 d'entitats de l'administració pública i 2 d'empreses classificades com a «altres activitats de serveis».
Dels 6 establiments de servei als particulars que hi havia el 2009, 1 era un taller de reparació d'automòbils i de material agrícola, 1 guixaire pintor, 1 lampisteria, 1 electricista, 1 perruqueria i 1 restaurant.
Dels 2 establiments comercials que hi havia el 2009, 1 era una botiga de menys de 120 m² i 1 una fleca.
L'any 2000 a La Chapelle-Vendômoise hi havia 13 explotacions agrícoles.

## Equipaments sanitaris i escolars
L'únic equipament sanitari que hi havia el 2009 era una farmàcia.
El 2009 hi havia una escola elemental integrada dins d'un grup escolar amb les comunes properes formant una escola dispersa.

## Poblacions més properes
El següent diagrama mostra les poblacions més properes.